# Vailly-sur-Aisne
Vailly-sur-Aisne település Franciaországban, Aisne megyében. Lakosainak száma 2019 fő (2022. január 1.). Vailly-sur-Aisne Aizy-Jouy, Celles-sur-Aisne, Chassemy, Chavonne, Ostel és Presles-et-Boves községekkel határos.

## Népesség
A település népessége az elmúlt években az alábbi módon változott:
| Lakosok száma | 1830 | 1883 | 1980 | 2095 | 2036 | 2005 | 2003 | 2012 | 2017 | 2019 |
|               | 1968 | 1982 | 1990 | 2006 | 2013 | 2015 | 2017 | 2019 | 2020 | 2022 |